# Phostria linealis
Phostria linealis is een vlinder uit de familie van de grasmotten (Crambidae). De wetenschappelijke naam van de soort is voor het eerst gepubliceerd in 1854 door Achille Guenée.
De spanwijdte bedraagt 23 millimeter.
De soort komt voor in Frans Guyana en Suriname.